# Streets of Rage (film)
Pour les articles homonymes, voir Streets of Rage.
Pour plus de détails, voir Fiche technique et Distribution.
Streets of Rage est un film d'action américain réalisé par Richard Elfman (crédité sous le pseudonyme Aristide Sumatra), sorti en 1994.

## Synopsis
Une journaliste de Los Angeles, ancienne commando des forces spéciales, enquête sur un réseau de prostitution enfantine.

## Fiche technique
Sauf indication contraire, les informations mentionnées dans cette section peuvent être confirmées par la base de données cinématographiques IMDb,  présente dans la section « Liens externes ».
- Titre original : Streets of Rage
- Réalisation : Richard Elfman (crédité sous le pseudonyme Aristide Sumatra)
- Scénario : Richard Elfman et Mimi Lesseos
- Décors : Karin Bagan
- Costumes : Gina Flake
- Photographie : Nick Mendoza Jr.
- Montage : Peter N. Lonsdale
- Musique : Miriam Cutler
- Production : Mimi Lesseos
- Société de production : Stepping Out Productions
- Sociétés de distribution : Monarch Home Video (international) ; Image Entertainment (États-Unis, 2006, DVD) ; Leomark Studios (États-Unis, 2019, DVD)
- Pays d'origine :  États-Unis
- Langue originale : anglais
- Genres : crime, action (arts martiaux)
- Durée : 84 minutes
- Sortie : 06 avril 1994 en VHS aux  États-Unis

## Distribution
- Mimi Lesseos : Melody Sails
- Oliver Page : Lunar
- Christopher Cass : Ryan McCain
- Ira Gold : Steven
- Juli James : Candy
- Gokor Chivichian : Gokor
- James Michael White : Nick
- Tony Gibson : Harrison
- Lee Wessof : Max
- Shenin Siapinski : Flash
- Thyra Metz : Billie
- Darline Harris : Josie
- Carl Irwin : Butler

## Développement
Richard Elfman met en scène plusieurs spécialistes en arts martiaux dans Streets of Rage, dont la championne de catch Mimi Lesseos, également coscénariste et coproductrice du film, et le judoka Gokor Chivichian.

## Accueil
Streets of Rage a reçu un accueil mitigé lors de sa sortie.
Entertainment Weekly déplore le « sinistre accent anglais » d'Oliver Page « qui ne fait que réciter son texte », mais apprécie le jeu de Mimi Lesseos « qui prouve qu'elle est la combattante la plus sexy des films de série B ».